# Botuloides
Botuloides es un género de foraminífero bentónico de la subfamilia Nodosariinae, de la familia Nodosariidae, de la superfamilia Nodosarioidea, del suborden Lagenina y del orden Lagenida. Su especie-tipo es Botuloides pauciloculus. Su rango cronoestratigráfico abarca el Holoceno.

## Clasificación
Botuloides incluye a las siguientes especies:
- Botuloides pauciloculatus
- Botuloides pauciloculus
- Botuloides perlucida